# Colopea lehtineni
Espèce
Colopea lehtineni est une espèce d'araignées aranéomorphes de la famille des Stenochilidae.

## Distribution
Cette espèce est endémique du Yunnan en Chine,. Elle se rencontre dans le xian de Mengla.

## Description
Le mâle holotype mesure 4,55 mm et les femelles de 5,15 à 6,20 mm.

## Systématique et taxinomie
Cette espèce a été décrite par Zheng, Marusik et Li en 2009.

## Étymologie
Cette espèce est nommée en l'honneur de Pekka T. Lehtinen.

## Publication originale
- Zheng, Marusik & Li, 2009 : « Discovery of Stenochilidae Thorell, 1873 (Araneae) in China, with description of a new species from Yunnan. » Revue Suisse de Zoologie, vol. 116, no 2, p. 303-311 (texte intégral).